# التاريخ التقديري للولادة
التاريخ التقديري للولادة (بالإنجليزية:  estimated date of delivery (EDD))‏ والمعروف أيضًا باسم تاريخ الولادة المتوقع  والموعد المحدد للولادة أو ببساطة الموعد المحدد هو موعد يحدد تاريخ الوضع التقديري للمرأة الحامل. ويستمر الحمل الطبيعي إلى ما بين 37 و42 أسبوعًا.

## أصل المصطلح
«الوضع» هو مصطلح تقليدي يشير إلى فترة الحمل عندما كانت تنسحب امرأة من الطبقات العليا أو النبيلة أو الملكية من المجتمع في العصور الوسطى أو الاستبدادية وتعزل في غرفتها مع القابلات والنساء اللاتي بانتظارها ونساء العائلة ليكونوا معها.
كان يُعتقد أن هذا يهدئ الأم ويقلل من خطر الولادة المبكرة، وباستثناء حالات الولادة المهددة (على سبيل المثال مقدمات الارتعاج) لم يعد «الاستلقاء» أو الراحة جزءًا من الرعاية في فترة ما قبل الولادة.

## طرق التقدير
تقدير الموعد المحدد يتم بشكل أساسي بخطوتين:
1. تحديد النقطة الزمنية التي ستستخدم كمصدر لعمر الحمل؛ وتعد نقطة البداية هذه آخر فترة حيض طبيعية للأم أو الفترة الزمنية المقابلة لها والتي تقدرها طريقة أكثر دقة إذا كانت متوفرة. وتشمل هذه الأساليب إضافة 14 يومًا إلى مدة معروفة منذ الإخصاب (كما هو ممكن في التخصيب الاصطناعي في المختبر) أو عن طريق التصوير بالموجات فوق الصوتية.
2. إضافة عمر الحمل المُقدّر عند الولادة إلى النقطة الزمنية المذكورة أعلاه.
تحدث الولادة في المتوسط في عمر 280 يومًا (40 أسبوعًا) من الحمل، وهو ما يُستخدم غالبًا كتقييم قياسي لحالات الحمل الفردية. ومع ذلك يُقترح أيضًا فترات بديلة وكذلك المزيد من الأساليب الفردية.

### تقدير عمر الحمل
وفقا للكونجرس الأمريكي لأطباء النساء والتوليد، فإن الطرق الرئيسية لحساب عمر الحمل هي:
1. حساب الأيام مباشرة منذ بداية آخر دورة شهرية
2. الاستخدام المبكر للموجات فوق الصوتية ومقارنة حجم الجنين مع مجموعة مرجعية من حالات الحمل في عمر الحمل المعروفة (مثل تلك المحسوبة من آخر فترات الحيض) واستخدام متوسط العمر الحملي للأجنة الأخرى من نفس الحجم. إذا كان عمر الحمل كما تم حسابه عن طريق استخدام الموجات فوق الصوتية المبكر متناقضًا مع العمر المحسوب مباشرة من آخر دورة شهرية، فإنه لايزال أسلوب الموجات الصوتية هو المستخدم في بقية فترة الحمل.
3. في حالة التخصيب الاصطناعي في المختبر، يتم حساب الأيام منذ استرجاع البويضات أو الحضانة المشتركة وإضافة 14 يومًا.[7]

### تقدير عمر الحمل عند الولادة
يحدث الحمل في المتوسط في 280 يومًا (40 أسبوعًا)، والذي غالبًا ما يستخدم كتقدير قياسي لحالات الحمل الفردية. ومع ذلك، فقد اقترح أيضًا فترات بديلة وكذلك المزيد من الأساليب الفردية، وهناك على أي حال اختلاف كبير بين حالات الحمل الفردية.